# 姜森
姜森，基督徒、中華民國外交官、政府官員。畢業於國立政治大學外交學系學士／外交研究所碩士。曾任駐美國臺北經濟文化代表處（駐美國代表處）國會組二等秘書、外交部北美司一科科長／專門委員、駐美國代表處大使辦公室副參事兼任新聞組副組長、駐美國代表處政治組副組長／組長、外交部歐洲司長、駐芝加哥臺北經濟文化辦事處總領事銜處長等職務，現任駐美國代表處公使銜副代表。

## 信仰
姜森受訪時談到小時候曾跟隨信仰天主教的外婆到教会，但參與聚會的次數寥寥可數，也算不上認識信仰。直到大學結識對基督教信仰敬虔的女友（後來的太太），才正式開啟信仰之門，且在畢業前受洗歸主。
對於梵蒂岡與中華人民共和國於2018年9月簽署「主教任命臨時協議」，引起許多關注與爭議，梵蒂岡作為中華民國在歐洲的唯一邦交國，雙邊關係是否就此受影響，姜森認為近來中國政府在教會管制、宗教自由、人權狀況持續惡化，台灣作為充分尊重宗教自由的社會，教會於其中存在影響力，將來可以繼續推動對教廷與天主教會的合作，共同捍衛宗教自由的核心價值，深化基於共同理念的長久邦誼。
至於臺灣的同性婚姻議題，姜森表示對於多數贊同的歐洲國家來說，有助於外交關係的建立，但對於個人信仰來說又是一大衝擊，但「包容與對話。我認為這不需要爭論是非對錯，而是不同意見的人彼此對話，我相信就可找到平衡點。」

## 職業生涯
2020年2月，對於2019冠状病毒病疫情在全球擴散，義大利宣布禁止台灣的航班入境，外交部歐洲司長姜森表示，問題根源在於世界卫生组织（WHO）將台灣視為中國的一部分 ，誤導義大利衛生部與民航局做成上述決定，將持續交涉，並對WHO的做法表達嚴正關切。
2020年8月，捷克參議院議長韋德齊率團抵台訪問，外交部歐洲司長姜森表示，捷克參議院議長在該國憲政體制的地位僅次於總統，將特別彰顯三種意涵，分別是「堅定維護自由民主的理念」、「強化台捷自由市場體制的供应链經貿合作」、「促進台捷人文交流，建構雙邊民主社群的制度性合作」。同月，姜森宣布，考量台灣與法國在經貿、科技、文化、教育等領域合作交流的不斷深化，外交部將在法國南部設立駐普羅旺斯臺北辦事處。
2020年10月，中国中央电视台（央視）連日報導「台諜案」，指控台籍人士鄭宇欽為台灣間諜，在旅居捷克時與臺灣駐捷克代表李雲鵬牽上線。外交部歐洲司長姜森對此表示，央視報導基本上就是誣陷栽贓，且根據目前公布的資料，有許多具體事實錯誤，例如鄭宇欽並非布拉格查理大学教授，外交部也沒有「李雲鵬」這個人，顯示中國刻意捏造、別有企圖，更違反基本人权。
2020年11月，傳聞外交部歐洲司長姜森是駐美國副代表的人選之一，但後來外交部於2021年1月發布的人事令，姜森調任駐芝加哥辦事處擔任處長。

## 外部連結
- 世界華福中心CCCOWE（英语：Chinese Congress on World Evangelization）. . YouTube. 2020-05-21  [2021-03-08]. （原始内容存档于2022-05-17）.